# Наталья Овсяница
Наталья Овсяница — день народного календаря восточных славян, приходящийся на 26 августа (8 сентября). Название дня происходит от имени святой Наталии Никомедийской. С этого дня в одних местах[каких?][когда?] начинали косить овёс, а в других оканчивали уборку овса.

## Другие названия дня
Овсяницы, Наталья, Ондреян.

## Обряды дня
Андриану и Наталии молятся о любви и мире супругов, об упрочении и покровительстве семейного очага; перед Владимирской иконой Пресвятой Богородицы (1395) при нападении врагов.

## Поговорки и приметы
- Не вырастет овёс — наглотаешься слёз[4].
- Ондреян (Адриан) с Натальей овсы закашивают (средн. и северн. губернии)[5].
- Не погоняй кнутом, погоняй мешком[6].
- Овесец и чистит и гладит[6].
- Андриян толокно замешивает, Наталья блины печёт[7].
- Ондреян толокно месил, Наталья блины пекла![2].